# Камрю (река)
Камрю — река в России, протекает по Республике Алтай. Устье реки находится в 32 км по правому берегу реки Карагем. Длина реки составляет 11 км. Берёт начало в ледниках Северо-Чуйского хребта. Протекает через озеро Камрю. Высота устья — 1745 м над уровнем моря.
У устья через реку переброшен мост.

## Данные водного реестра

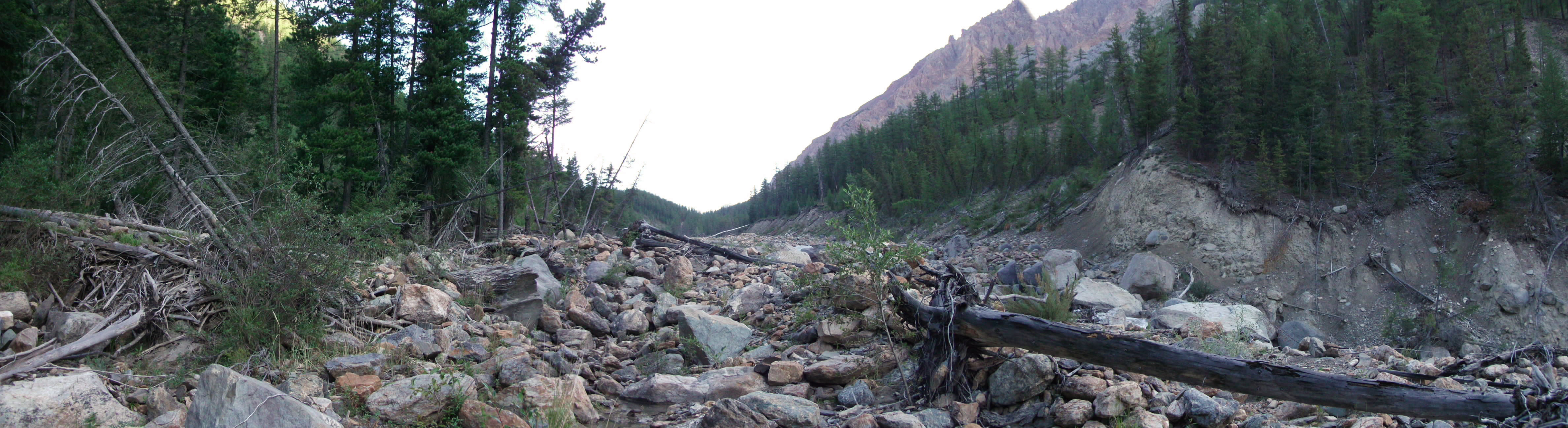
Подъём по реке Камрю к озеру Камрю

По данным государственного водного реестра России относится к Верхнеобскому бассейновому округу, водохозяйственный участок реки — Катунь, речной подбассейн реки — Бия и Катунь. Речной бассейн реки — (Верхняя) Обь до впадения Иртыша.